# آرتیق (ترکمنستان)
آرتیک (به ترکمنی: Artyk، آرتیٛق) یک منطقهٔ مسکونی در ترکمنستان است که در استان آخال واقع شده‌است.

## گذرگاه و پایانه مرزی
این شهرک در درجه نخست به عنوان گذرگاه مرزی با ایران در لطف‌آباد، یکی از سه گذرگاه مرزی در استان آخال قابل توجه است.

## ریشه واژه
واژه آرتیک در زبان ترکمنی به معنی اضافه است. این نام یکی از نخستین مهاجران در این منطقه بود.